# Jestetten
Jestetten – miejscowość i gmina w Niemczech, w kraju związkowym Badenia-Wirtembergia, w rejencji Fryburg, w regionie Hochrhein-Bodensee, w powiecie Waldshut, siedziba związku gmin Jestetten.

## Geografia
Gmina znajduje się na tzw. cyplu Jestetten, graniczy z gminami Dettighofen na zachodzie oraz Lottstetten na południu. Na długości 55 km graniczy ze Szwajcarią (kanton Zurych i Szafuza), po części na Renie.

## Polityka
Ostatnie wybory samorządowe odbyły się 13 czerwca 2004. W radzie gminy zasiada 18 radnych z czego 6 pochodzi z CDU, po 4 z SPD oraz FWV, po 2 z UBL i Związku 90/Zielonych.

## Transport
Przez teren gminy przebiega droga krajowa B27, linia kolejowa InterCity (Singen (Hohentwiel)–Szafuza–Zurych) z dwoma stacjami.